# Dějiny filozofie (Tatarkiewicz)
Dějiny filosofie (orig. Historia filozofii) je třísvazková učebnice dějin filozofie napsaná polským filozofem Władysławem Tatarkiewiczem. Během delší doby byla tato kniha základní učebnicí dějin filozofie v Polsku. Dílo se dočkalo mnoha vydání tiskem a stalo nesmírně populárním na polských univerzitách.

## Kritika
Podle polského historika filozofie Tadeusze Krońskiho je jedním z nedostatků Tatarkiewiczovy učbnice filozofický kosmopolitismus, zkreslující polskou filozofii.